# Barrage de la Kama
Le barrage de la Kama est un barrage hydroélectrique de Russie, situé à Perm, sur le cours supérieur de la Kama. 

## Présentation
Il a été construit entre 1949 et 1954, formant le réservoir de la Kama sur le cours de la rivière. La centrale hydroélectrique de la Kama ou KamGuES (en russe : Камская ГЭС, Kamskaïa GuES ou КамГЭС) produit 1 700 GWh par an (moyenne réelle).
- Superficie du réservoir : 1 910 km2
- Volume du réservoir : 12,2 milliards de m3

## Voir également
- Cascade Volga-Kama

## Source
- Article « Камский каскад » (Kamski kaskad) dans la Grande Encyclopédie soviétique